# Meedhoo (Seenu)
Meedhoo är en del av en ö i Maldiverna. Den ligger i administrativa atollen Seenu Atholhu, i den södra delen av landet. På öns finns bebyggelse och naturlig växtlighet.